# Teresa Gelats i Grinyó
Teresa Gelats i Grinyó (Barri del Raval de Barcelona, 18 d'agost de 1855 - Barcelona, 24 de gener de 1937) va destacar recuperant i cantant cançons populars i tradicionals catalanes.
Filla de Pau Gelats i Capdevila, de l'Espluga de Francolí, i de Magdalena Grinyó i Hostench, d'Olot, tots dos teixidors, Teresa s'incorporà a la fàbrica on treballava la seva mare i, amb el temps, es convertí en "mestra" o capatassa. Després de casar-se el 1886 amb Blai Amades i Barrobés, mestre serraller i paraigüer, la Teresa va deixar de treballar a la fàbrica, com era costum a l'època. El seu marit era un veí del barri del Raval nascut a Bot, a la Terra Alta. El juliol de 1890, quan encara no feia quatre anys del seu enllaç, va néixer el seu fill, el destacat etnòleg i folklorista Joan Amades i Gelats. Amades es va ocupar de recuperar i transmetre totes aquestes cançons que la seva mare cantava.
D'entre les cançons que cantava s'han recollit més de dues-centes tonades populars i tradicionals, la major part formades en un entorn urbà, fruit de l'esplèndida memòria de Teresa Gelats recuperant la tradició oral cantada. El seu fill, Joan Amades, quan l'esmenta com a font referencial de la seva pròpia obra, ho fa en aquests termesː «Teresa Gelats, de Barcelona, mare nostra, calcetera».